# Anisogamus noricanus
Anisogamus noricanus är en nattsländeart som beskrevs av Mclachlan 1875. Anisogamus noricanus ingår i släktet Anisogamus och familjen husmasknattsländor. Inga underarter finns listade i Catalogue of Life.